# Прусій II Мисливець
Прусій II (дав.-гр. Προυσίας ὁ Κυνηγός, трансліт. Prousías ho Kunēgós) — цар Віфінії з 182 до н. е. по 149 до н. е.
За свідченнями Полібія, Прусій ІІ був жорстоким і ледащим, і за це його ненавиділи його піддані. В 156—154 до н. е. він почав війну проти Пергаму. Під час розквіту Римської республіки він становиться її васалом. Зробив старшого сина Прусія III співволодарем.
За свідченнями, Прусій ІІ хотів вбити свого сина, Нікомеда ІІ, але той заручився підтримкою пергамського царя Аттала ІІ і захопив Нікомедію, де знаходився в той час Прусій. В 149 до н. е. був вбитий за наказом Нікомеда ІІ.